# HD 76700
HD 76700 és una nana groga (tipus espectral G6V) situada a 195 anys llum de la Terra en la constel·lació del Peix Volador. Té una massa molt semblant a la del Sol, però és més freda i brillant i, per tant, més vella. És orbitada per com a mínim un planeta.
| Companya (per ordre des de l'estrella) | Massa             | Semieix major (ua) | Període orbital (dies) | Excentricitat | Inclinació | Radi |
| -------------------------------------- | ----------------- | ------------------ | ---------------------- | ------------- | ---------- | ---- |
| b                                      | >0.233 ± 0.024 MJ | 0.0511 ± 0.0030    | 3.97097 ± 0.00023      | 0.095 ± 0.075 | —          | —    |